# Златоустовский монастырь
Златоу́стовский, или Златоустинский монасты́рь — один из старейших монастырей Москвы, уничтоженный в советское время. Находился в Белом городе, в Большом Златоустинском переулке.

## История
Дата и обстоятельства основания монастыря неизвестны. По мнению одних историков, учреждён иностранными купцами ещё в XIV веке, а по мнению других — возник не ранее княжения Ивана III. Последнее предположение опровергается упоминанием обители в 1412 году: «Преставися архидиакон … Иоаким, и положен в монастыре Ивана Златоустаго вне града Москвы». В 1479 году, по указу Ивана III, началось возведение в обители каменной соборной церкви, на месте прежней деревянной, которую «повеле поставити в своем монастыре у Покрова в Садех».
В 1571 году, во времена правления Ивана Грозного, при нашествии крымского хана Девлет Гирея монастырь был сожжён, а в 1611 году — разорён и осквернён поляками. 

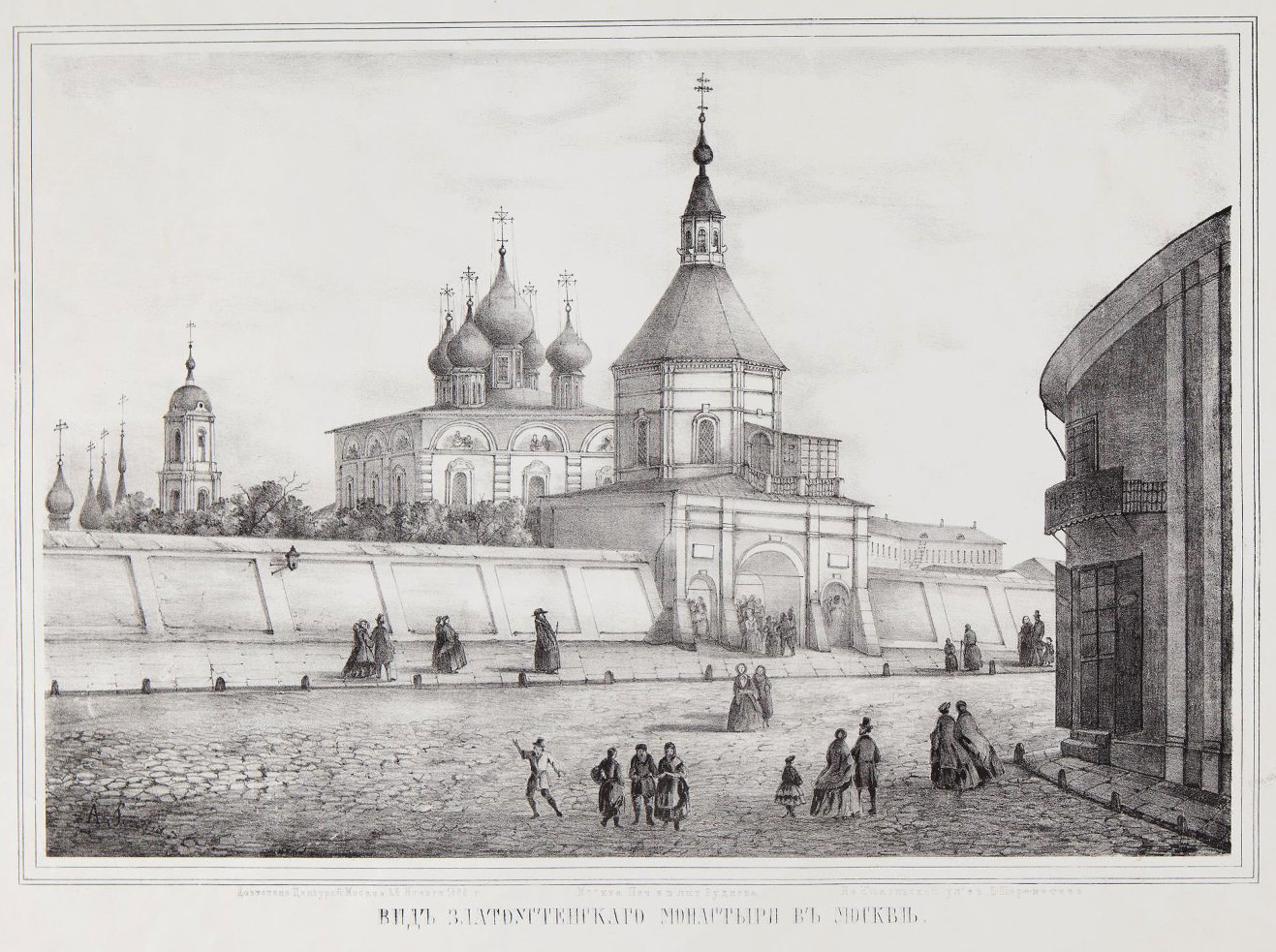
Златоустовский монастырь. 1866г. Рис.Феррари А.

С северной стороны монастырь граничил с садами усадьбы Апраксина. Иждивением Апраксиных в 1632 году в монастыре была построена каменная церковь, которая сгорела во время пожара 1660 года. Новая церковь, во имя Всемилостивого Спаса, была возведена на средства Зюзиных в 1661—1663 годах. Описание 1679 года указывает, что кроме соборной каменной церкви в монастыре были ещё, тоже каменные: Покровская церковь, церковь Феодора Стратилата (под колоколами) и тёплая церковь Нерукотворного образа Спасителя. Кроме того была келья игуменская, четыре новые и три старые братские келии, а также две большие кельи для рабочих. В 1686 году вместо деревянных келий возле кладбища ещё были построены каменные. Формирование архитектурного ансамбля завершилось постройкой в 1704—1705 годах новых Святых ворот со сторожкой и каменной оградой по проезду к Покровке (ныне — Большой Златоустинский переулок). В это время в монастыре было братии с игуменом 25 человек.
В 1706 году в монастыре была учреждена архимандрия. Вскоре был перестроен собор, — на средства Фёдора Апраксина. В 1706—1711 годах были построены каменный двухэтажный настоятельский корпус, братские кельи, поварня и кузница. В 1711 году на месте разобранной Покровской церкви над захоронением Апраксиных была возведена церковь в честь Благовещения Пресвятой Богородицы. К 1714 году появилась новая колокольня вместо старой, в которой размещалась церковь Феодора Стратилата. К северу от Святых ворот появилось каменное здание для сдачи внаём, а к югу — больничные кельи. В 1733 году над Святыми воротами, иждивением князя Ивана Барятинского, построен Покровский храм. В 1736 году на средства комнатного стольника И. П. Матюшкина возведена церковь Иоанна Воина.

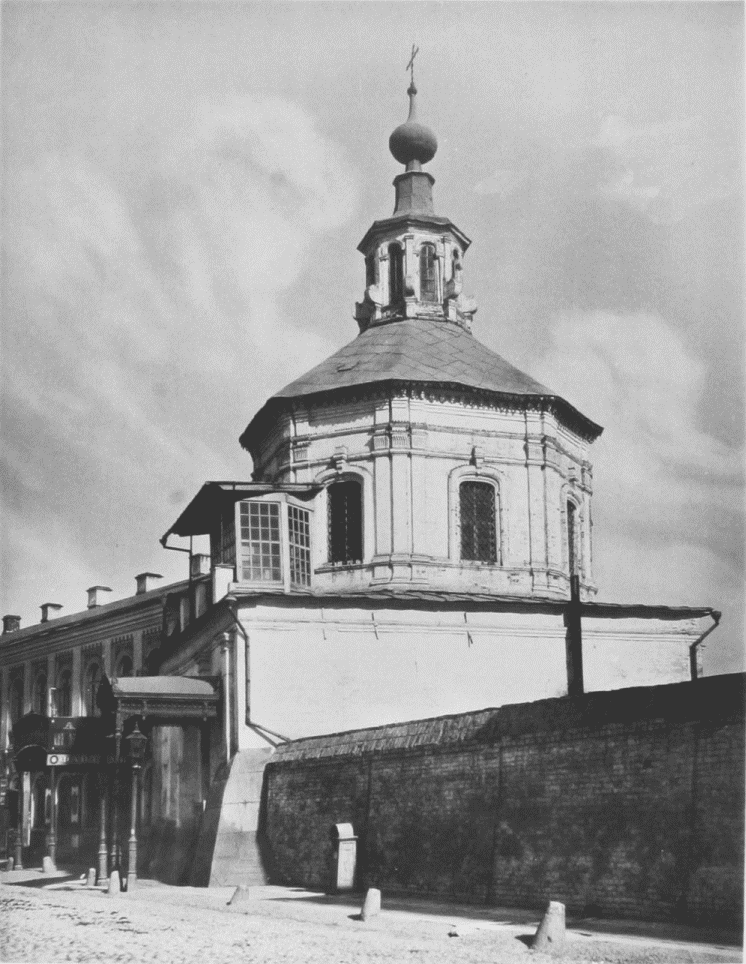
Святые ворота Златоустовского монастыря в 1883 году

После троицкого пожара «пришел было в опустение», но на щедрые пожертвования был восстановлен. В 1742 году вместо надвратного Покровского храма появилась церковь во имя праведных Захарии и Елисаветы.  В 1746 году по проекту Ивана Мичурина началось строительство новой, трёхъярусной, колокольни монастыря. В 1757—1761 годах вместо Спасской церкви была возведена Троицкая.
В 1764 году монастырь, в котором было 20 иноков, стал третьеклассным. Из-за недостатка средств часть огородной земли была отдана в аренду княгине Марии Семёновне Голицыной, владевшей соседним двором по Большому Златоустинскому переулку. В 1771 году было закрыто монастырское кладбище.
При Павле I положение монастыря несколько улучшилось — в его собственности появилась мельница в Дмитровском уезде, огородная земля за Симоновым монастырём, Румянцевская пустошь в Подольском уезде, луговая земля с прудом в сельце Владычном.
В 1809—1810 годах были проведён ремонт церквей. В 1812 году был разграблен войсками Наполеона, но от пожара не пострадал.
В 1834 году в Троицкой церкви был установлен новый иконостас по рисунку Осипа Бове. В 1862 году были надстроены вторым этажом братские кельи, а вдоль Малого Златоустинского переулка был возведён двухэтажный дом, который является единственным сохранившимся ныне зданием ансамбля монастыря. В 1870—1880-х годах территория монастыря была разделена внутренними оградами. В 1871 году вдоль Большого Златоустинского переулка были построены два доходных дома.

## Уничтожение
В 1918 году монастырь был закрыт, монахи выселены, а здания приспособлены под коммунальные квартиры. В 1925 году был разобран доходный дом, построенный в 1871 году, и на его месте возведён четырёхэтажный.
К 1933 году все церковные постройки монастыря были снесены. При сносе были утрачены могилы первых русских флотоводцев, среди которых генерал-адмирал Фёдор Апраксин и контр-адмирал Ипат Муханов.
На бывшей территории монастыря в 1930-х годах были построены по проекту Лазаря Чериковера конструктивистские жилые дома (Большой Златоустинский переулок, 3а, стр. 2 и 3/5, стр. 1), среди жильцов которых преобладали сотрудники ОГПУ-НКВД.

## Современное состояние
К концу XX века от всего ансамбля монастыря остался только двухэтажный корпус (Малый Златоустинский переулок, 5) 1862 года постройки. В 2006 году здание было передано в бессрочное пользование ближайшего храма бессребреников Космы и Дамиана на Маросейке. По словам священника Сергия Чуракова: «Здесь сосредоточилась миссионерская и образовательная деятельность прихода. Мы понемногу, на общественных началах, занимались и изучением истории монастырского квартала. А пятью годами позднее в траншее при ремонте теплотрассы рабочие обнаружили элементы 16 саркофагов от древних надгробий. При изучении надписей на крышках выяснилось, что в них покоились останки членов семьи сибирского царевича Алексея Кучумовича и младенца (девочки) из рода Стрешневых, возвысившегося после брака Евдокии Стрешневой с царем Алексеем Михайловичем. Это событие помогло осознать: Златоустовский монастырь не остался под толщей невообразимого прошлого; возможно, мы в буквальном смысле топчем его погребенные в культурном слое остатки и в любом случае соприкасаемся с его вполне осязаемым наследием. При колоссальной помощи известного москвоведа Владимира Козлова тогда же, в 2011 году, мы провели первую научную конференцию, собравшую всех ученых и краеведов, которые ещё в 1990-е годы занимались историей квартала».
Теперь на месте Златоустовского монастыря работает православный историко-культурный центр «Открытие», а также «Центр изучения истории и наследия Московского Златоустовского монастыря», благотворительный фонд «Православие и Мир».
Во дворе, на задней меже усадьбы Веневитинова (Кривоколенный переулок, 4, строение 1), разрушается декоративная башенка, оставшаяся от ограды Златоустовского монастыря. По словам священника Сергия Чуракова: «Чудом в глубине двора уцелела полуразрушенная декоративная башенка — единственный цельный элемент монастырской ограды. Пока мы, к сожалению, не можем поставить ее на охрану: ее попросту нет в кадастровом плане, и предстоит еще доказать московским властям, что это не „архитектурное недоразумение“, а подлинный исторический артефакт». 25 декабря 2017 года центр изучения истории и наследия Московского Златоустовского монастыря подал заявление в департамент культурного наследия Москвы о наделении территории Московского Златоустовского монастыря статусом историко-религиозного достопримечательного места. В январе 2018 года активисты-краеведы и местные жители освободили башню от завалов и расчистили прилегающую к ней территорию. 12 февраля 2019 года в двухэтажном корпусе был открыт музей древней обители. По словам священника Сергия Чуракова: «В основном здесь выставлены сделанные на территории монастырского квартала находки и дореволюционные фотоснимки с видами обители. Разработаны экскурсионные программы для школьников, студентов и взрослых. Наш музей включен в программу ежегодных Дней исторического и культурного наследия Москвы. <…> Так как развитие этого места в церковной перспективе не очень ясно, работа нашего центра на две трети светская».
15 мая 2019 года приказом Департамента культурного наследия города Москвы Златоустовский монастырь стал объектом культурного наследия регионального значения в ранге достопримечательного места.

## Настоятели
игумены
- Иосиф (ок. 1547)
- Макарий (упом. 1578 — упом. 1598)
- Савватий (упом. 1636 — упом. 1637)
- Иона (упом. сентябрь 1645)
- Феодосий (упом. 21 декабря 1653 — упом. июль 1654)
- Мисаил (1658—1661)
- Гермоген (1662—1667)
- Феоктист (упом. 1666)[8]
- Иона (1668—1672)
- Феоктист (1673—1692)
- Иов (1692—1703)

архимандриты
- Антоний (Иерофеич) (30 октября 1703 — 19 апреля 1726)
- Спиридон (19 января 1727 — 9 февраля 1734)
- Лаврентий (21 февраля 1734 — 30 декабря 1758)[9]
- Иосиф (8 января 1759 — 11 марта 1771)
- Антоний (Протопопов) (11 марта — 2 сентября 1771)
- Филипп (Родионов) (2 сентября — 13 ноября 1771) в/у, иеромонах
- Симон (13 ноября — 25 декабря 1771) в/у, игумен
- Варлаам (Баранович) (1772 — 5 мая 1784)
- Евгений (Романов) (3 июня 1784 — 25 апреля 1789)
- Порфирий (1790 — июнь 1794)
- Иоанникий (1794—1796)
- Ираклий (Евреинов) (21 ноября 1797—1800)
- Иринарх (1800)
- Моисей (Близнецов-Платонов) (14 февраля 1800 — 10 октября 1802)[10]
- Апполинарий (Пуляшкин) (6 января 1803 — 9 апреля 1806)
- Гедеон (Фомин) (1806—1808)
- Лаврентий (Бакшевский) (14 октября 1808 — 2 апреля 1813)
- Авраам (Шумилин) (6 апреля 1813 — 26 июня 1816)
- Досифей (Голенищев-Кутузов) (26 июня 1816 — 23 ноября 1819)
- Иннокентий (Платонов) (8 декабря 1819—1821)
- Феофилакт (24 февраля — 13 сентября 1822)[11]
- Осия (Архангельский) (1822 — 13 октября 1827)
- Никодим (Быстрицкий) (23 декабря 1827 — 16 июня 1828)
- Иосиф (1828 — 7 апреля 1830)
- Филадельф (Пузино) (1830 — январь 1831)
- Даниил (Сивиллов) (21 июня 1832—1837)
- Митрофан (Воронцов) (24 октября 1837 — 29 декабря 1838)
- Мефодий (декабрь 1838 — май 1839)
- Иоанникий (Холуйский) (15 июня 1839 — 3 декабря 1845)
- Филофей (Успенский) (24 декабря 1845—1847)
- Евгений (Сахаров-Платонов) (22 мая 1847—1849)
- Леонид (Краснопевков) (1 января — 31 декабря 1850)
- Евстафий (Романовский) (8 марта 1851 — 22 февраля 1866)
- Никодим (Белокуров) (21 марта 1866 — 10 марта 1867)
- Григорий (Воинов) (22 мая 1867 — 13 июля 1873)
- Афанасий (Плавский) (октябрь 1873 — ?)
- Поликарп, архимандрит (1896)
- Исидор (Колоколов) (7 июня 1900—1902)
- Алипий (Попов) (1 декабря 1905—1909)
- Феодосий (Ганицкий) (1909—1920)
- Петр (Полянский) (1920—1921)
- Флавиан (Сорокин) (20 декабря 1921—1923) в/у, иеромонах